# Het brandmerk van de ballingschap
Het brandmerk van de ballingschap is het twintigste stripalbum uit de Thorgal-reeks en behoort samen met "Het zonnezwaard", "De onzichtbare vesting", "De kroon van Ogotaï", "Reuzen" en "De kooi" tot de cyclus van "De onzichtbare vesting". Het werd voor het eerst uitgegeven bij Le Lombard in 1994. Het album is getekend door Grzegorz Rosiński met scenario van Jean Van Hamme.

## Het verhaal
Thorgal is verdwenen en Aaricia woont alleen met haar kinderen bij de Vikingen in Northland. Wanneer overlevenden van een expeditie terugkeren met verhalen dat zij zijn overvallen door piraten die aangevoerd werden door Thorgal, die zichzelf Shaigan noemt, worden Aaricia en haar kinderen veroordeeld tot verbanning uit het dorp.